# Risan
Risan (Montenegrijns: Рисан; Latijn: Risinium; Grieks: Ριζον, Rhizon) is een stad in Montenegro, bij de Baai van Kotor. Het is de oudste nederzetting daar. Risan ligt in de gemeente Kotor en had in 2003 2083 inwoners.

## Ligging
Vlak naast Risan ligt het Krivošije plateau, dat steil boven de ondiepe kustlijn van de Baai van Risan ligt. Jaarlijks regent het er zelfs 5000 mm per jaar (Europees record).

## Economie
Risan is een klein havenstadje, van waaruit boomstammen van de uitgestrekte bossen op de Bijela gora (Witte Heuvel) naar Italië worden vervoerd. Verder leeft het stadje van het toerisme, en heeft dan ook zijn eigen hotel, vernoemd naar de bekendste inwoner van Risan; koningin Teuta.

## Geschiedenis
Rhizon werd voor het eerst genoemd rond de 4e eeuw v.Chr.. In de tijd van de heerschappij van koningin Teuta, tijdens de Illyrische Oorlogen, was Rhizon de hoofdvesting van het rijk Illyrië, en de verblijfplaats van koningin Teuta. In die tijd had Rhizon ook zijn eigen valuta, de bronzen Rhizonische munt.
In de Romeinse tijd werd Rhizinium het welvarendst, toen twee hoofdwegen erlangs liepen, in de 1e- en 2e eeuw.

In de Middeleeuwen verloor Risan zijn bekendheid. In de 15e eeuw maakte de Republiek van Venetië een aanbod aan Herceg Novi en Risan, die toen in het bezit waren van Herceg (Hertog) Stjepan. Deze sloeg dit aanbod af. In 1482 veroverden de Turken Herceg Novi en Risan, en in 1688 werd Risan deel van Republiek van Venetië. Pas in 1912 werd Risan deel van Montenegro.

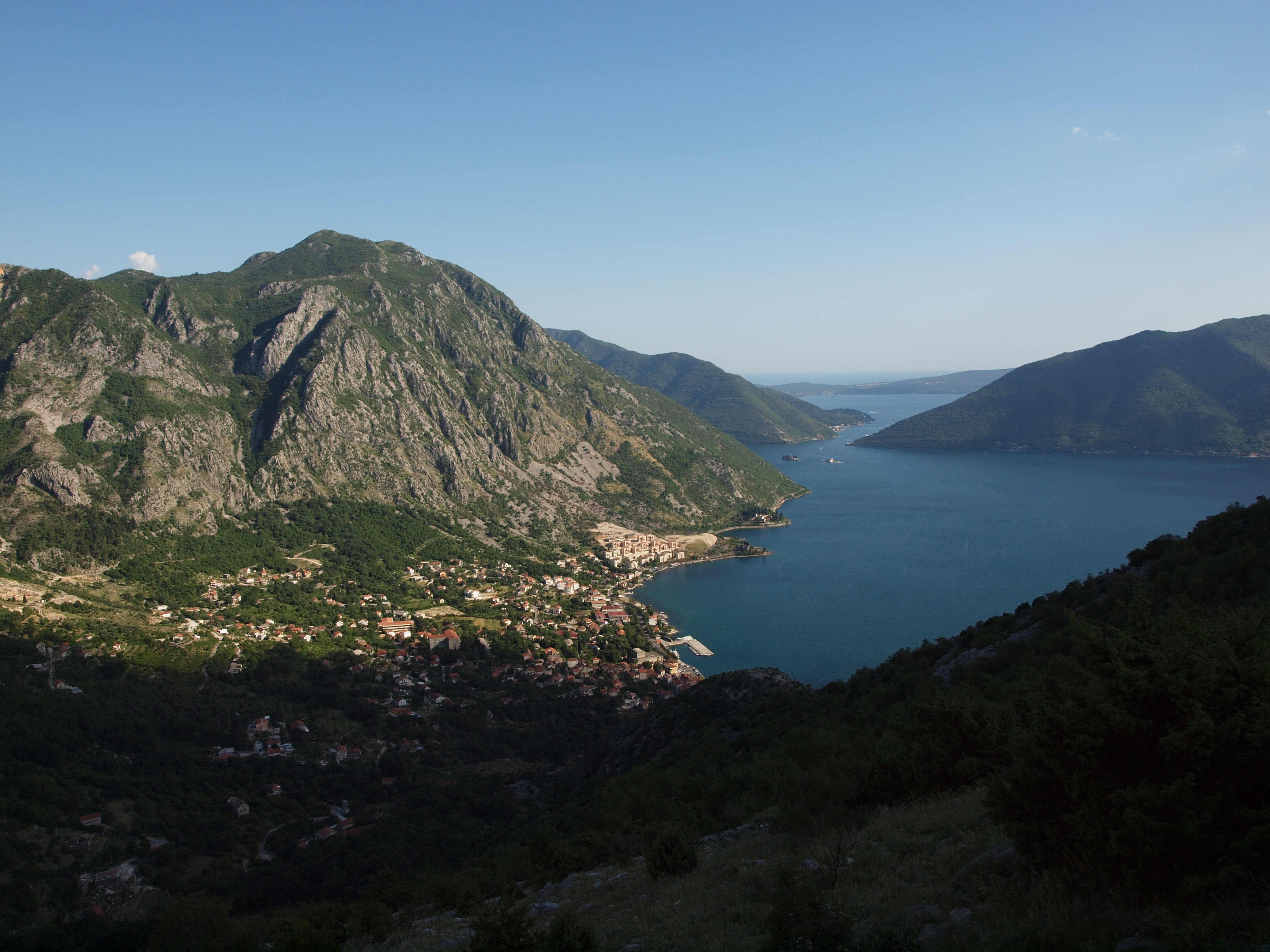
Zicht op het hedendaagse Risan

- Library of Congress Control Number: n86037588
- Nationale Bibliotheek van Tsjechië: ge1143321
- Nationale Bibliotheek van Israël: 987007557705205171
- Virtual International Authority File: 151351984